# Hans Berschwinger
Hans Berschwinger (KIA, 15 de Fevereiro de 1944) foi um piloto alemão da Luftwaffe durante a Segunda Guerra Mundial. Abateu 20 aeronaves inimigas, o que fez dele um ás da aviação.